# Министерство авиационной промышленности СССР
Министе́рство авиацио́нной промы́шленности СССР (сокр. МАП СССР) — союзно-республиканское министерство, осуществлявшее руководство авиационной промышленностью в Советском Союзе — производством и техническим сопровождением самолётов, вертолётов, двигателей, авиационных систем и оборудования, а также экспериментальных летательных аппаратов. Министерство авиационной промышленности и подведомственные ему предприятия, организации и учреждения составляли единую систему Министерства
авиационной промышленности СССР. Существовало (с перерывами) с 15 марта 1946 по 30 ноября 1991 года.

## История
Министерство было образовано 15 марта 1946 года из профильного Наркомата авиационной промышленности СССР (НКАП). 
15 марта 1953 года объединено с Министерством вооружения СССР в одно — Министерство оборонной промышленности СССР (МОП).
Вновь образовано Указом Президиума Верховного Совета СССР от 24 августа 1953 года.
14 декабря 1957 года упразднено. На его базе создан Государственный комитет Совета Министров СССР по авиационной технике (ГКАТ).
В третий раз образовано 2 марта 1965 года на базе ГКАТ.
Министерство прекратило свою деятельность с 1 декабря 1991 года на основании Постановления Госсовета СССР от 14 ноября 1991 года.
Указом Президента РСФСР от 28 ноября 1991 года № 242 «О реорганизации центральных органов управления РСФСР» имущество, финансовые средства, предприятия, организации и учреждения упразднённого Министерства авиационной промышленности СССР переданы в ведение Министерства промышленности РСФСР.
Министры:
- Хруничев, Михаил Васильевич[3]
- Дементьев, Пётр Васильевич[4][5]
- Казаков, Василий Александрович
- Силаев, Иван Степанович[6]
- Сысцов, Аполлон Сергеевич

## Структура МАП
(по состоянию на 1984 год)
- руководство министерства
- общественные организации (профком и партком)
- управление делами министерства

Главные управления министерства (ГУ МАП)
- 1-е Главное управление (создание истребителей и перехватчиков)
- 2-е Главное управление (создание авиационного вооружения)
- 3-е Главное управление (авиационное двигателестроение)
- 4-е Главное управление (авиационное агрегатостроение)
- 5-е Главное управление (создание авиаприборов и оборудования)
- 6-е Главное управление (создание тяжёлых самолётов и вертолётов)
- 7-е Главное управление (авиационное агрегатостроение)
- 8-е Главное управление (авиационные материаловедение и металлургия)
- 9-е Главное управление (создание авиаприборов и оборудования)
- 10-е Главное управление (научно-исследовательские и экспериментальные работы)
- 11-е Главное управление (эксплуатация авиационной техники)
- 12-е Главное управление (создание ОК «Буран» и работы для Минобщемаша СССР)
- 13-е Главное управление (авиационное двигателестроение)
- Главное планово-производственное управление
- Главное техническое управление
- Главное управление материально-технического снабжения
- Главное управление комплектации
- Главное управление сбыта гражданской продукции
- Главное управление проектирования и капитального строительства

Управления министерства
- Управление главного механика и главного энергетика
- Управление организации труда, зарплаты и рабочих кадров
- Финансовое управление
- Управление бухгалтерского учёта и отчётности
- Управление по контролю качества продукции
- Управление лётной службы
- Управление внешних сношений
- Управление кадров и учебных заведений
- Юридическое управление с арбитражем
- Хозяйственное управление

## Товарная номенклатура авиационной промышленности СССР

### Авиационная и ракетно-космическая техника
- Самолёты
- Вертолёты
- Ракеты
- Тренажёры
- Системы десантирования, парашюты
- Системы и агрегаты наземной подготовки и обслуживания АТ
- Комплексные системы контроля АТ

### Продукция промышленного назначения
- Оборудование для промышленности
- Агрегаты газоперекачки
- Энергоагрегаты
- Двигатели внутреннего сгорания
- и другое (всего более 1500 наименований)

### Товары для населения
- холодильники, телевизоры, стиральные машины, бытовая электрорадиотехника
- катера, лодки, яхты
- дачи-прицепы
- и другое (всего более 2500 наименований)

### Технологическое оборудование
- станки и оборудование
- системы и элементы автоматизации производства
- измерительная аппаратура
- и другое (около 300 наименований)

### Медицинская техника
- медицинская аппаратура
- барокамеры
- хирургическое и стоматологическое оборудование
- и другое (около 30 наименований)